# 東京市電気局乙1形電車
東京市電気局乙1形電車（とうきょうしでんききょくおつ1がたでんしゃ）は、1941年（昭和16年）に登場した東京市電気局（後の東京都交通局）の路面電車専用の電動貨車。

## 概要

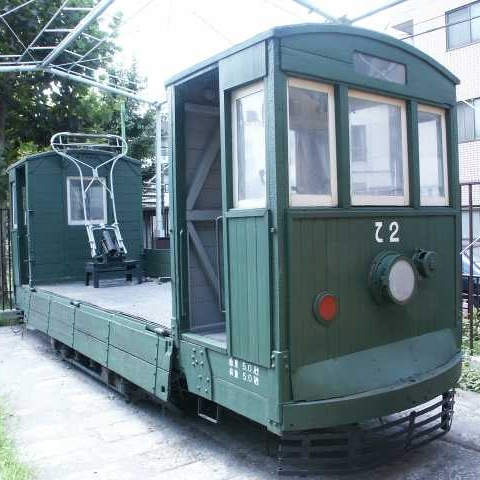
静態保存されている乙2（2006年）

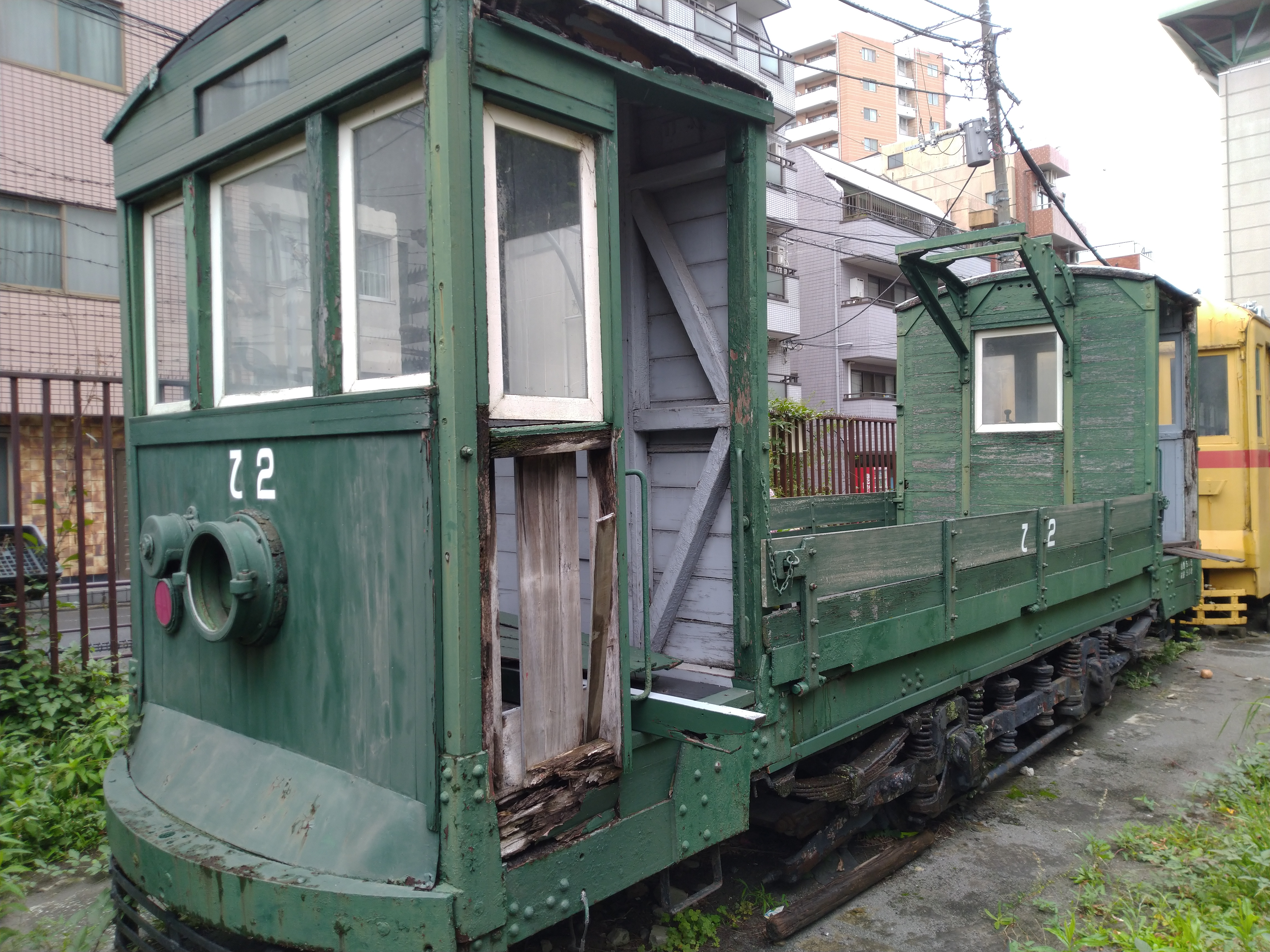
2020年7月時点での乙2。劣化が進行している。

1941年に東京市電気局が製造した無蓋貨車。「乙」は「電動無蓋貨車」を意味する。乙10形に使用されていたと推定されるジョンバット台車を利用して、芝浦工場で2輌製造された。後に台車はブリル21-E形に変更された。戦後、乙1は三田車庫に、乙2は荒川車庫に配備されたが、乙1は余り使用されぬまま1967年（昭和42年）に廃車となった。一方、乙2は荒川線で保線作業に使用されていたが1971年（昭和46年）3月20日に廃車となった。

## 主要諸元
荷重:5t
 
積載容量:15m3
 
全長:7,650mm
 
全幅:1,980mm

全高:3,453mm

主電動機出力:18.7kW

## 保存車両
乙2が、東京都文京区の神明都電車庫跡公園に6063号と共に保存されている。保存時に車体を新造しているが、劣化が進行したため、2021年（令和3年）から2023年（令和5年）に予定されている公園の再整備の際に、6063号と共に補修を行うこととなっている。

## 余談
荒川車庫・荒川車両検修所内で使用されている構内作業車に『乙3』という車番が付けられている。6000形などに準じた黄色地に赤帯の塗装が施されており、車庫内のイベント公開時に見ることが出来る。